# UUM-125 Sea Lance

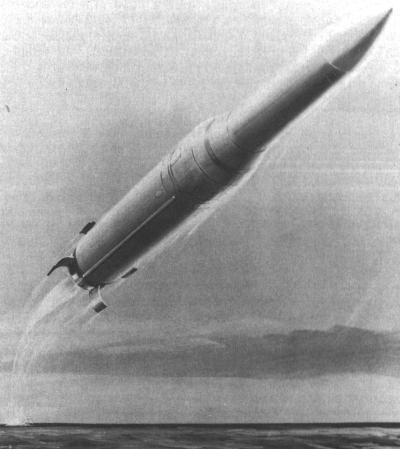
Disegno del Boeing RUM/UUM-125 Sea Lance

L'UUM-125 Sea Lance ASW-SOW è stato il programma autorizzato nel 1980 per lo sviluppo di un successore per entrambi i missili anti sottomarino UUM-44 SUBROC e RUR-5 ASROC. Il Sea Lance doveva essere realizzato in due versioni: l'UUM-125A e il RUM-125A, rispettivamente lanciati da navi di superficie o sottomarini.
Il requisito di gittata era di 50–100 km, ma il programma non si concluse a causa di problemi tecnici e di sviluppo intercorsi negli anni ottanta e fu cancellato.